# Vexillum curviliratum
Vexillum curviliratum là một loài ốc biển nhỏ, là động vật thân mềm chân bụng sống ở biển trong họ Costellariidae.